# Canal de l'Obaga
La Canal de l'Obaga, és una canal del terme municipal de Conca de Dalt, al Pallars Jussà, a l'antic terme d'Hortoneda de la Conca, en terres de l'antic poble de Perauba.
Està situada al nord de l'Obaga de Sacoberta i al sud de la Solana de Palles, a prop i a llevant de la Canal de Pleta Bogada. És a l'esquerra de la llau de l'Obaga de Sacoberta, a prop de la Font de l'Aviador.